# Malpolon insignitus
Il colubro lacertino orientale (Malpolon insignitus I. Geoffroy Saint-Hilaire, 1827) è un rettile squamato europeo appartenente alla famiglia dei Lamprofidi.

## Descrizione
Come il colubro lacertino o di Montpellier, il colubro lacertino orientale è un serpente grande e possente, con testa da lucertola e una tipica espressione «da aquila» data dalle squame sopraorbitali prominenti. Anche questa specie è caratterizzata da uno scudo frontale lungo e stretto, formante una depressione tra gli occhi. Le femmine raggiungono lunghezze massime di 140 cm, i maschi fino a 200 cm, solo raramente superiori. Il dorso dei maschi è più o meno uniformemente grigio chiaro o scuro, grigio-bluastro o olivastro, con fianchi spesso leggermente più chiari; inoltre non è mai presente la macchia scura «a sella» caratteristica del colubro lacertino. Le femmine e gli esemplari giovani sono di colore marrone chiaro con 2-3 file longitudinali di macchie e punti scuri. I giovani presentano anche macchie e striature bianche ai lati della testa, inoltre il loro ventre è arancione con strisce bianche e macchie scure, mentre il ventre degli adulti è solitamente biancastro o giallastro senza macchie. Intorno a metà tronco si trovano 17 file di squame dorsali non carenate.

## Biologia
Entrambi i colubri lacertini europei sono serpenti velenosi, riconosciuti soltanto di recente come specie autonome. Si tratta di animali diurni che vivono al suolo e si muovono con grande rapidità, tenendosi sempre a un'ampia distanza di sicurezza da eventuali minacce. Grazie alla loro vista relativamente buona, questi serpenti sorvegliano il territorio tenendo sollevata la parte anteriore del corpo, tanto che attraversandone gli habitat capita spesso di sentire solo il rumore della loro fuga. Il veleno è molto efficace sulle loro prede, in particolare lucertole e serpenti, ma anche piccoli roditori (perfino conigli selvatici) e uccelli. Gli accoppiamenti hanno luogo dopo il letargo (che termina a febbraio o marzo), in genere dalla metà di aprile fino a giugno. Tra luglio e agosto le femmine depongono quindi nel substrato del terreno 4-20 uova, la cui schiusa avviene a settembre e ottobre.

## Distribuzione e habitat
Il colubro lacertino orientale è diffuso su parte dei Balcani dal nord-est dell'Italia (Trieste) lungo una stretta fascia di costa adriatica fino alla Grecia; il suo areale prosegue quindi in Medio Oriente, nel Caucaso e in Africa settentrionale, presso Isola di Lampedusa, lungo la costa mediterranea, fino al nord-ovest del Marocco. Le sue popolazioni, solitamente dense, compaiono soprattutto a quote basse e intermedie fino a 1800 m di altitudine, in particolare in habitat caldi e secchi ricchi di vegetazione come la macchia mediterranea, boschi radi, campagne e sistemi dunali.

## Tassonomia
Ne vengono riconosciute due sottospecie:
- M. i. insignitus (I. Geoffroy Saint-Hilaire, 1809);
- M. i. fuscus (Fleischmann, 1831).

La forma nominale M. i. insignitus è presente in Nord Africa, a Lampedusa e nel Medio Oriente sud-occidentale (dalla regione del Levante fino alla Siria), mentre M. i. fuscus occupa l'areale di distribuzione dell'est europeo, del Medio Oriente e dell'Asia limitrofa.